# Holothuria conica
Holothuria conica is een zeekomkommer uit de familie Holothuriidae.
De wetenschappelijke naam van de soort werd in 1938 gepubliceerd door Hubert Lyman Clark.